# Кастиль-де-Пеонес
Кастиль-де-Пеонес (ісп. Castil de Peones) — муніципалітет в Іспанії, у складі автономної спільноти Кастилія-і-Леон, у провінції Бургос. Населення — 28 осіб (2010).
Муніципалітет розташований на відстані близько 140 км на північ від Мадрида, 80 км на південь від Бургоса.

## Демографія
Динаміка населення (INE ):